# Senato (Kenya)
Il Senato del Kenya è la camera alta del Parlamento. Esso rappresenta i cittadini delle varie contee del paese e, congiuntamente con la più potente Assemblea Nazionale, esercita il potere legislativo nel paese.

## Storia
Il Senato è stato istituito per la prima volta come parte della Costituzione del Kenya del 1963.
Dopo essere stato abolito nel 1966, il Senato è stato ristabilito dall'articolo 93 della nuova Costituzione del 2010 per rappresentare gli interessi delle contee e approvare la legislazione sulle contee.

## Composizione e mandato
Composto da un totale di 68 membri, aventi mandato quinquennale, 47 sono eletti con il sistema uninominale secco (conosciuto anche con l’inglese “First-past-the-post”), mentre 21 sono nominati. Di questi, 16 sono riservati alla affinché sia assicurata anche una rappresentanza femminile in assemblea e sono nominati dai partiti in virtù del loro peso in assemblea, 2 (un uomo ed una donna) affinché siano rappresentati i giovani e 2 (un uomo ed una donna) affinché siano rappresentati anche i disabili. Infine, un seggio è de iure ed ex-officio spettante al Presidente del Senato.